# Oleksij Poroschenko
Oleksij Iwanowytsch Poroschenko (* 11. Juni 1936 in Sofian-Trubaiovca, Rumänien / heute Oblast Odessa, Ukraine; † 16. Juni 2020 in Kiew) war ein ukrainischer Unternehmer, Politiker und Held der Ukraine.
Oleksij Poroschenko war Generaldirektor des Ukrprominvest-Konzerns und Abgeordneter im Oblastparlament der Oblast Winnyzja sowie der Vater des ehemaligen ukrainischen Präsidenten Petro Poroschenko.

## Biographie

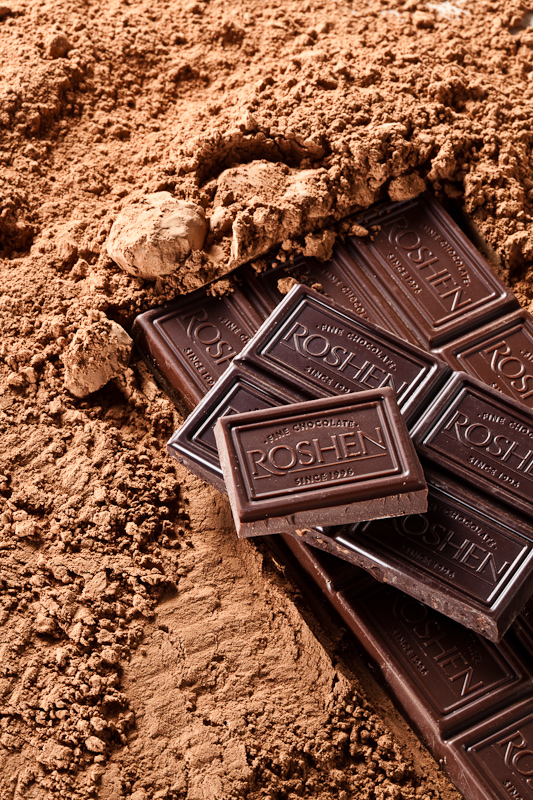
Die Roshen-Schokolade von Poroshenko trägt den Mittelteil des Nachnamens im Firmennamen.

Poroschenko schloss 1957 in Lwiw ein Studium zum Maschinenbauingenieur ab und arbeitete im Anschluss bis 1974 in Bender als Chefingenieur. 1974 wurde er zum Direktor des Bender Forschungs- und Experimental-Reparaturwerks der Republik Moldau ernannt.
Laut Spiegel finden sich in Archiven Hinweise, Oleksij habe wegen Diebstahls von Staatseigentum zwei Jahre im Gefängnis gesessen.
Nach der Unabhängigkeit der Ukraine zog er 1992 nach Kiew, wo er zusammen mit seinem Sohn „und anderen“ die Geschlossene Aktiengesellschaft Ukrprominvest (ukrainisch Група «Укрпромінвест») gründete, einen Investment- und Mischkonzern, zu dessen rund 50 Unternehmen unter anderem das Schiffbau- und Rüstungsunternehmen Leninska Kuznya, Rüben-, Korn- und Samenhandelsunternehmen, über 100.000 Hektar an Ländereien, Autounternehmen, eines der größten Taxi-Unternehmen in Kiew und Anteile an einer Versicherung gehören. 
Poroschenko starb nach einem tags zuvor erlittenen Schlaganfall am 16. Juni 2020 in einem Krankenhaus in Kiew.

## Auszeichnungen
Oleksij Poroschenko wurde schon zur Zeit der Sowjetunion mit Ehrungen bedacht. In der Ukraine wurde er am 23. Juni 2009, „für herausragende persönliche Verdienste für den ukrainischen Staat in der Entwicklung der Landwirtschaft, der Einführung moderner Technologien im Anbau von Kulturpflanzen“  vom damaligen Staatspräsidenten Wiktor Juschtschenko zum Helden der Ukraine ernannt, nachdem er bereits im Januar 2007 von diesem den Ordens des Fürsten Jaroslaw des Weisen 5. Klasse erhalten hatte.

## Familie
Seine Frau Jewhenija Serhijiwna starb 2004 und sein ältester Sohn Mychailo kam 1997 bei einem Autounfall ums Leben. Beide sind in der Familiengruft in Kiew bestattet. Sein Enkel Olexij (* 1985) war Abgeordneter im Gebietsparlament der Oblast Winnyzja und von bis 2014 bis 2019 Abgeordneter der Werchowna Rada.